# Лука ди Томе
Лука ди Томè (на италиански: Luca di Tommè; * ок. 1330, Сиена, Сиенска република, † сл. 1389) е италиански художник от Сиенската школа.

## Биография
Датата му на раждане е незивестна. За първи път името му се появява ок. 1365 г. в Breve dell'arte de' pittori senesi (1-вият установен списък, в който могат да се записват само сиенски художници) и след това през 1357- 1358 г., когато позлатява шапката на апостол в произведение, както и реставрира заедно с Кристофано ди Стефано стенопис върху външната фасада на Сиенската катедрала.  
Някои специалисти считат, че той се обучава на изкуството на живописта при Николо ди Сер Соцо, а други предполагат, че на това дело се учи в ателието на Пиетро Лоренцети. Първите се опират на близостта на някои негови творби с маниера на Николо и на факта, че олтарното пано „Мадоната с Младенеца, ангели и светии“ (1362 г.) от Сиенската пинакотека е създаден от двамата майстори и на него стоят подписите им. Вторите с не по-малко основание твърдят, че чувството на пластика и драматизъм той явно пренася от Лоренцети. 
В зряла възраст той е уважаван гражданин в Сиена. Участва в управленческите дела, има крупна художествена работилница, в която изпълнява поръчки не толкова на сиенски дарители, колкото на такива от други места на Тоскана.
През юли-август 1373 г. е член на Главния съвет на Сиенската република – длъжност, която все още заема през 1379 г. През 1374 г. присъства на строежа на Катедралата в Орвието, но още през август 1375 г. се връща в Сиена, където се жени за мадона Миля (Емилия). 
Художествената му дейност през 1375 - 1388 г. е неясна.
Името му се появява отново в Breve dell'arte de' pittori senesi от около 1389 г. и за последен път в два акта от 1389 г., свързани с реализацията на пано, изгубено, предназначено за параклиса на Сдружението на обущарите в Сиенската катедрала и направено в сътрудничество с Бартоло ди Фреди и неговия син Андреа ди Бартоло. 
Датата и мястото на смъртта му са неизвестни. 

## Творби
Лука ди Томе в продължение на много години изпълнява работи за Сиенската катедрала. Той създава и фрески, които не достигат до наши дни. На неговото авторство понастоящем се приписват около 50 произведения в различни музеи на света. Тази голяма продукция допринася за дългосрочното оцеляване на декоративния сиенски стил през 15 век.
Създава своите изображения, използвайки темпера върху дървени плоскости, по начин, типичен за 14 век.
Сред най-крупните негови работи следва да се спомене Разпятие от 1366 г. (Национален музей, Пиза) и Полиптих от 1367 г. (Сиенска пинакотека).
- Мадоната с Младенеца и две ангелчета (Madonna col Bambino e due angioletti), картина върху дърво от църква (pieve) на Св. Инокентия в Пиана, 80 × 53 cm, днес в Музей на свещеното изкуство на Вал д'Арбия (Буонконвенто)
- Мадона между светиите Викентий, Петър, Павел и Лаврентий (Madonna tra i Santi Vincenzo, Pietro, Paolo e Lorenzo), от църквата „Сан Пиетро ин Авенано“ в Гайоле ин Кианти, днес в Националната пинакотека на Сиена
- Мадоната с Младенеца и светии (Madonna col Bambino e santi), Общински музей на Лучиняно
- Мадоната на трона с Младенеца (Madonna in trono col Bambino), картина, Музей на Св. Франциск в Меркатело сул Метауро
- Благославящият Христос (Christ Blessing), ок. 1355 - 1360, темпера и злато на пано, Художествен музей на Северна Каролина (Роли)
- Обрязване (Circoncisione), 1357, Музей на Бикерне (Държавен архив, Сиена)
- Разпятие (Crocifissione), ок. 1360, от Манастира на Св. Франциск в Монтепулчано, днес в Градски музей на Монтепулчано
- Възкресението на Лазар (Assunzione di Lazzaro), пр. 1362, Ватиканска пинакотека
- Мадоната с Младенеца и св. Луи от Тулуза и Св. Михаил (Virgin and Child with Sts. Louis of Toulouse and Michael), пр. 1362, темпера на пано, Окръжен музей на изкуствата (Лос Анджелис, Калифорния)
- Поклонението на влъхвите (Adorazione dei Maghi), 1360-65, темпера на пано, 41 x 42 cm, Музей „Тисен-Бормениса“ (Мадрид)
- Сцени от живота на Св. Тома (Scenes from the Life of St Thomas), 1362, темпера на пано, 4 пана, Национална галерия на Шотландия (Единбург)
- Възнесение Богородично (Assumption of the Virgin), 1362, темпера на пано, 122 x 62 cm, Художествена галерия на Йейлския университет (Ню Хейвън)
- Мадоната с Младенеца (Mary with the child), 1362 - 1365, Музей на изкуството „Метрополитън“ (Ню Йорк), приписвана и на Никола ди Сер Соцо
- Разпятие (Crocifissione), темпера на пано, 41 x 19 cm, частна колекция
- Мистичен брак между св. Екатерина Александрийска със св. св. Власий Севастийски и Вартоломей (Sposalizio mistico di Santa Caterina d’Alessandria coi Santi Biagio e Bartolomeo), от църквата „Св. Власий Севастийски във Фалета“ в Мурло, днес в Музей на свещеното изкуство на Вал д'Арбия (Буонконвенто)
- Разпятие (Crucifixion), ок. 1365, темпера и злато на пано, 41 x 60 cm, Художествен музей на Сан Франциско
- Бичуване (The Flagellation), 1365, темпера на пано, 39 x 30 cm, Държавен музей (Амстердам)
- Разпятие (Crocifissione), 1366, Национален музей „Св. Матей“ (Пиза)
- Благославящия Христос (Segnender Christus), 1367, темпера на пано, златна основа, 38 x 25 cm, частна колекция (Вюрцбург)
- Мадоната с Младенеца и светии (Madonna col Bambino e Santi), 1370, олтарна картина, Зала 2 на Градския музей (Риети)
- Кръст (Croce), Ораторий на Пресветото разпятие (Рокалбеня), днес в Музей на Рокалбеня
- Мадоната с Младенеца (Madonna col Bambino), в църква „Св. мъченик Лаврентий“ (Седжано)
- Св. Петър (San Pietro), в църква „Св. Петър в Овиле“ (Сиена)
- Разпятие (Crocifisso), в църква „Свети Дух“ (Сиена) (приписан)
- Мадоната със Сина/ Мадона ди Дишиплина Маджоре (Madonna e Figlio, Madonna della Disciplina Maggiore), 1370, Ораторий в Името на Иисус (Сиена, Контрада Бруко)
- Благовещение с благославящия Исус (Annunciazione con Gesù benedicente) с Николо ди Сер Соцо, Зала на пиластрите в Палацо Публико (Сиена)
- Национална пинакотека (Сиена), зала 5:
  - Иисус в дома на фарисея (Gesù in casa del fariseo)
  - Мадоната с Младенеца, ангели и светии (Madonna col Bambino, angeli e santi), 1362, темпера на пано, 191 x 297 cm, с Николо ди сер Соцо
  - Полиптих с Мадоната с Младенеца и 4 светии (Madonna col Bambino e quattro santi), 1367
  - Проповед и мъченичество на свети Павел (Predica e martirio di San Paolo), темпера на дърво
  - Светиите Йоан Кръстител, Яков, Исаия и Екатерина Александрийска (San Giovanni Battista, Giacobbe, Isaia, Santa Caterina d’Alessandria)
  - Полиптих със Св. Анна Метерца (Sant’Anna Metterza), 1367, от църква „Сан Куирко д'Орча“ (провинция Сиена)
- Мадоната с Младенеца на трон (Virgin and Child enthroned), 1367-1370, Музей „Фицуилямс“ (Кеймбридж)
- Фрески от сакристията на Compagnia di Santa Maria sotto le Volte, „Санта Мария дела Скала“ (Сиена)
- Мадоната с Младенеца (Madonna col Bambino), Манастир „Пресвета Троица и Св. Мустиола в Тори“ (Pieve di Santa Mustiola, Совичиле)
- Мадона с Младенеца и светии (Madonna col Bambino e santi), Национална галерия на Умбрия (Перуджа)
- Мадоната с Младенеца (Madonna col Bambino), от църквата „Св. Йоан Кръстител в Пернина“ (Совичиле), днес в Градски музей на свещеното изкуство (Коле ди Вал д'Елса)
- Мадоната с Младенеца на трон и светии (Madonna con Bambino in trono e santi), Параклис на св. св. Филип и Яков в Сегалайе (Вила „Будини Гатаи“, Совичиле)
- Намиране на кръста от св. Елена, Ораторий на разпятието (Рокалбеня)
- Мадоната с Младенеца, св. Николай и св. Павел (Virgin and Child with Sts Nicholas and Paul), ок. 1370, темпера на пано, 133 x 115 cm, Окръжен музей на изкуствата (Лос Анджелис, Калифорния)
- Обезглавяването на Христос, ок. 1370, темпера на дърво,  32 x 40 cm, Музей на христянството (Естергом)
- Св. Йоан Кръстител (St John the Baptist), 1380-те, темпера и злато на пано, 100 x 49 cm, Музей „Пол Гети“ (Лос Анджелис)
- Конвертиране на св. Павел (The Conversion of St Paul), 1380-те, яйчна темпера и злато на дърво, 31 x 39 cm, Художествен музей на Сиатъл
- Преносим кръст (Portable cross), Музей „Фог“, Художествени музеи на Харвардския университет

- Мадоната с Младенеца и две ангелчета, църква в Пиана
- Обрязване (1357), Музей на Бикерне (Сиена)
- Разпятие (ок. 1360), от Манастира на Св. Франциск в Монтепулчано
- Възкресението на Лазар (пр. 1362), Ватиканска пинакотека
- Възнесение Богородично, 1362, Художествена галерия на Йейлския университет (Ню Хейвън)
- Мадоната с Младенеца, ангели и светии (1362), с Николо ди Сер Соцо, Нац. пинакотека (Сиена)
- Разпятие (ок. 1365), Худ. музей на Сан Франциско
- Бичуването на Христос, 1365, Държавен музей (Амстердам)
- Разпятие (1366), Нац. музей „Св. Матей“ (Пиза)
- Полиптих (1367), Нац. пинакотека (Сиена)
- Мадоната с Младенеца, св. Николай и св. Павел (1370)
- Разпятие, 1370-те
- Полиптих с Мадоната и св. св. Яков и Андреа и Благовощение, 1375-89
- Св. Йоан Кръстител, 1380-те, Музей „Пол Гети“ (Лос Анджелис)
- Конвертиране на св. Павел, 1380-те, Худ. музей на Сиатъл
- Мистичен брак между св. Екатерина Александрийска със св. св. Власий Севастийски и Вартоломей, Музей на свещеното изкуство на Вал д'Арбия (Буонконвенто)
- Преносим кръст, Музей „Фог“, Художествени музеи на Харвардския университет